# Mirny-Station

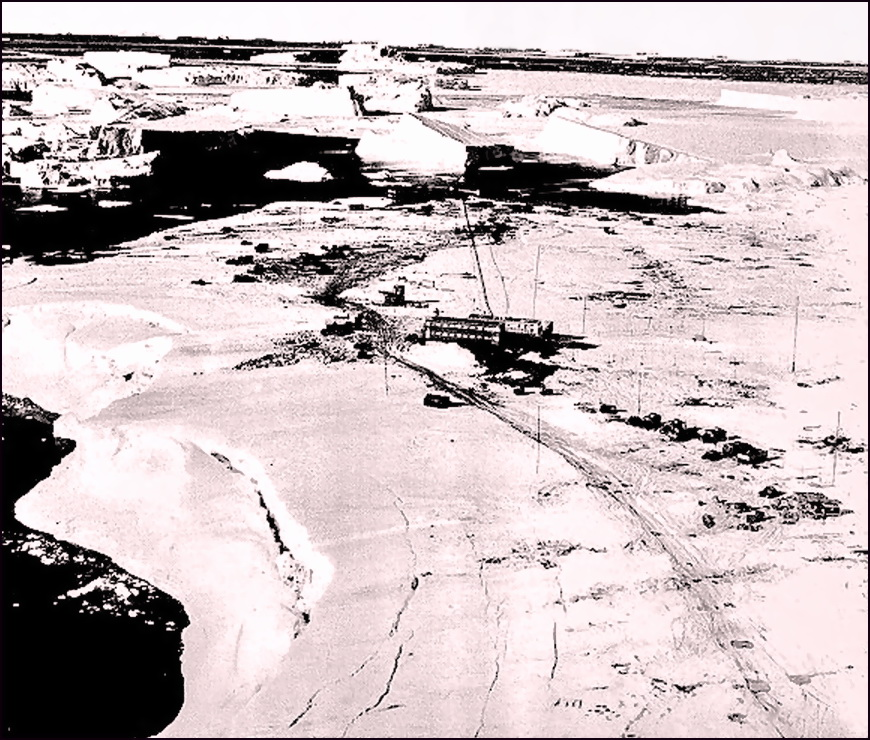
Mirny-Station (1982)

Die 1956 eröffnete russische Mirny-Station (russisch Мирный für „friedlich“) ist eine Forschungsstation an der zur Davissee angrenzenden Küste des ostantarktischen Königin-Marie-Lands. Sie liegt auf dem Mabus Point, dient als Hauptbasis für die 1.400 km im Inland positionierte Wostok-Station und beherbergt im Sommer verteilt auf 30 Gebäude bis zu 169 Personen. Während der Überwinterungszeit sind dies ca. 60 Forscher und Techniker. Die Durchschnittstemperatur beträgt −11 °C, an über 200 Tagen im Jahr weht der Wind stärker als 15 m/s und kann des Öfteren zu Zyklonen anwachsen.
Forschungsschwerpunkte sind hier Glaziologie, Seismologie, Meteorologie, Beobachtung von Polarlichtern, kosmischer Strahlung und Meeresbiologie.
Die nächstgelegene Station ist die 678 km entfernte australische Davis-Station. Von 1901 bis 1903 befuhr die erste deutsche Südpolarexpedition unter der Leitung von Erich von Drygalski die Gewässer der Davissee. Die der Mirny-Station in knapp 90 Kilometern Entfernung vorgelagerte Drygalski-Insel ist nach ihm benannt. Etwa drei Kilometer nördlich der Station befindet sich zudem die kleinere Haswell-Insel.
Von Mirny aus wird durch einen jährlichen Treck die Inlandstation Wostok über eine ungebahnte Schneepiste mit Lebensmitteln und 100 bis 130 Tonnen Winterdiesel versorgt. Bis zu ihrer Aufgabe in den 1990er Jahren wurde auch die auf dem Weg liegende Station Komsomolskaya (760 km südlich von Mirny) auf diese Weise versorgt.
In der Nacht vom 2. zum 3. August 1960 brach auf der Station ein Brand aus, bei dem acht Polarforscher starben, darunter Hans-Christian Popp (1928–1960) vom Meteorologischen Hauptobservatorium Potsdam. Anschließend wurde auf der zwei Kilometer vor der Küste gelegenen Buromski-Insel ein Friedhof angelegt, auf dem bis zum Jahr 2010 schon über 60 verunglückte Bewohner der Station bestattet wurden. Er steht als Historische Stätte und Denkmal HSM-9 unter dem Schutz des Antarktisvertrags.